# Endless (álbum)
Endless é um álbum visual do cantor estadunidense Frank Ocean. Foi lançado em 19 de agosto de 2016 como um vídeo exclusivo para streaming na Apple Music, precedendo o lançamento de seu segundo álbum de estúdio Blonde em 20 de agosto. Endless foi posteriormente remasterizado e relançado em formatos físicos de áudio e vídeo em 27 de novembro de 2017.
O álbum seguiu um período de controvérsia para Ocean, que estava em uma batalha altamente divulgada com a Def Jam Recordings, tornando-se tema de amplas discussões na mídia após seu lançamento. Endless foi gravado em diversos estúdios na Califórnia, além de Londres, Miami e Berlim, com produção principal de Ocean, Vegyn, Michael Uzowuru e Troy Noka; Ocean já havia colaborado anteriormente com Noka em sua mixtape de estreia de 2011, Nostalgia, Ultra.
O filme acompanha Ocean silenciosamente construindo uma escada de madeira enquanto a trilha sonora toca. Críticos musicais observaram que o álbum apresenta uma estética minimalista, com estrutura musical solta e elementos semelhantes aos de Blonde, incluindo música ambiente, avant-soul, R&B e trap. Tematicamente, Endless explora o status de Ocean como celebridade, amor e desilusões, e a passagem do tempo. Também conta com participações não creditadas de Sampha e Jazmine Sullivan.
Endless recebeu críticas majoritariamente positivas, com elogios ao conteúdo musical, especialmente suas composições estruturais abstratas, embora alguns críticos tenham se dividido em relação aos aspectos visuais, destacando sua duração. Após seu relançamento, foi reavaliado de forma mais positiva, recebendo elogios por sua variedade e se tornando um favorito cult na discografia de Ocean.

## Antecedentes
Em 21 de fevereiro de 2013, Ocean confirmou que havia começado a trabalhar em seu segundo álbum de estúdio, incluindo colaborações planejadas com Tyler, the Creator, Pharrell Williams e Danger Mouse. Ocean também revelou que o projeto seria mais um álbum conceitual, e que estava se inspirando nos Beach Boys e nos Beatles. Ele expressou interesse em colaborar com Tame Impala e mencionou sua intenção de gravar em Bora Bora. Além disso, afirmou querer trabalhar com Archy Marshall, mais conhecido como King Krule; no entanto, Marshall declarou em uma entrevista à Pitchfork que a colaboração não foi bem-sucedida, dizendo: "Frank esteve na minha casa, sim... Ele veio e queria que eu fizesse algo para o disco dele, mas acho que ele não gostou."
Em abril de 2014, Ocean afirmou que seu segundo álbum estava quase finalizado. Em junho, a Billboard informou que o cantor estava trabalhando com Happy Perez, Charlie Gambetta e Kevin Ristro (com quem já havia colaborado em Nostalgia, Ultra), além de Hit-Boy, Rodney Jerkins e Danger Mouse. Em 29 de novembro de 2014, Ocean divulgou no Tumblr um trecho de "Memrise", canção que foi apontada como o possível primeiro single do novo álbum. O trecho recebeu uma recepção geralmente positiva, com críticos elogiando a experimentação musical de Ocean e sua contínua exploração de temas melancólicos.
Em 16 de janeiro de 2015, Ocean publicou um cover de "(At Your Best) You Are Love" no Tumblr como um tributo à cantora Aaliyah. Em 6 de abril, ele anunciou que o sucessor de Channel Orange seria lançado em julho, junto com uma publicação, embora nenhum detalhe adicional tenha sido divulgado. O álbum, no entanto, não foi lançado na data prevista, sem explicação para o adiamento. Especulou-se que a publicação se chamaria Boys Don't Cry e incluiria a faixa "Memrise".

## Lançamento e promoção
Em 2 de julho de 2016, Ocean sugeriu o lançamento de seu segundo álbum em seu site oficial. A página exibia a imagem de um cartão de biblioteca com o título "Boys Don't Cry", contendo diversos carimbos que indicavam datas entre julho de 2015 e novembro de 2016, sugerindo possíveis prazos de lançamento. Seu irmão, Ryan Breaux, reforçou a especulação ao postar a imagem no Instagram com a legenda "BOYS DON'T CRY #JULY2016". Em 1º de agosto de 2016, um vídeo ao vivo foi transmitido pelo Apple Music em boysdontcry.co, exibindo um salão vazio. O site também recebeu um novo logotipo "boysdontcry". A transmissão marcou a primeira atualização no site desde a publicação do "date due" em julho.
No mesmo dia, um vídeo surgiu mostrando Frank Ocean trabalhando com marcenaria e ocasionalmente tocando instrumentais em loop. Isso levou muitos veículos de comunicação a especularem que Boys Don't Cry seria lançado em 5 de agosto de 2016. No entanto, o vídeo fazia parte da promoção de Endless, um álbum visual de 45 minutos que começou a ser transmitido no Apple Music em 19 de agosto de 2016. Mais tarde, foi confirmado que Endless era um projeto distinto do segundo álbum de estúdio de Ocean, que teve seu título alterado. Endless foi seu último lançamento com a Def Jam Recordings, encerrando seu contrato com a gravadora.
Em 24 de abril de 2017, Ocean apresentou um remix de "Slide on Me", com participação de Young Thug, em seu programa Blonded Radio. No dia 27 de novembro, durante a Cyber Monday, Ocean lançou edições físicas remasterizadas de Endless, acompanhadas de novos produtos de merchandising.

## Recepção

### Crítica especializada
| Críticas profissionais | Críticas profissionais |
| Pontuações agregadas   | Pontuações agregadas   |
| Fonte                  | Avaliação              |
| ---------------------- | ---------------------- |
| AnyDecentMusic?        | 7.1/10                 |
| Metacritic             | 74/100                 |
| Avaliações da crítica  |                        |
| Fonte                  | Avaliação              |
| AllMusic               | [ 24 ]                 |
| The A.V. Club          | C+                     |
| Consequence of Sound   | B−                     |
| The Guardian           | [ 27 ]                 |
| Mojo                   | [ 28 ]                 |
| Now                    | 3/5                    |
| Pitchfork              | 7.5/10                 |
| Q                      | [ 31 ]                 |
| Spin                   | 6.6/10                 |
| Uncut                  | 8/10                   |

Endless recebeu avaliações geralmente positivas da crítica especializada. No Metacritic, que atribui uma nota normalizada de até 100 baseada em resenhas de publicações relevantes, o álbum obteve uma média de 74 pontos, com base em 13 críticas.
No The Guardian, Tim Jonze afirmou que Ocean mesclou o pop com o avant-garde em Endless, descrevendo-o como "um banquete musical rico, variado e – em certos momentos – desafiador". No entanto, observou que "grande parte deste álbum flutua nebulosamente, sem uma direção clara". Em uma crítica conjunta de Endless e Blonde para a revista Q, Victoria Segal afirmou que "esses discos podem não eclipsar Channel Orange, mas possuem seu próprio brilho mercurial, mapeando os espaços entre as pessoas e buscando uma intimidade difusa que quase parece real". Ryan Dombal, da Pitchfork, criticou o aspecto visual do álbum, escrevendo que "como peça de entretenimento filmado, Endless é dolorosamente monótono". No entanto, elogiou a música como "muito mais empolgante", comparando-a a uma mixtape e considerando-a "um vislumbre intrigante do processo de [Ocean] que contém algumas das performances vocais mais cruas que ele já lançou". Para o Consequence of Sound, Nina Corcoran escreveu que o vídeo "oscila entre altos e baixos". Ela demonstrou ambivalência em relação à natureza abstrata da música, afirmando que "está repleta de beleza, mas se parece com um sonho do qual você não lembra muito, mesmo que tente anotá-lo assim que acorda". Em uma crítica mista para a AllMusic, Andy Kellman observou que as faixas "se fundem umas nas outras", concluindo que "é um mosaico bem estruturado, porém composto majoritariamente por material secundário".
A revista Spin foi mais crítica, com Brian Josephs argumentando que o projeto não funciona como um álbum. "Como um todo, Endless parece amorfo", escreveu Josephs, "como uma caligrafia cursiva bonita e ornamental, mas sem aderência às margens do caderno". Dan Caffrey, do The A.V. Club, afirmou que o conceito do álbum "seria ligeiramente fascinante", se sua duração não tornasse "o vídeo cansativo de assistir". Ele elogiou as faixas iniciais, mas criticou a obra como um todo por conter "ambientes inacabados, versos pela metade e descrições robóticas de produtos da Apple".

### Classificações
No final de 2016, Endless apareceu em várias listas de críticos classificando os melhores álbuns do ano.
| Publicação     | Lista                              | Ranque | Ref.   |
| -------------- | ---------------------------------- | ------ | ------ |
| Tiny Mix Tapes | Favorite 50 Music Releases of 2016 | 5      | [ 34 ] |
| The Times      | 100 Best Records of the Year       | 13     | [ 35 ] |
| BrooklynVegan  | Top Albums of 2016                 | 15     | [ 36 ] |
| Crack          | Albums of the Year: 2016           | 38     | [ 37 ] |

## Lista de faixas
| lista de faixas de Endless |                               |                                                                                    |         |  |
| N.º                        | Título                        | Compositor(es)                                                                     | Duração |  |
| 1.                         | "Device Control"              | Wolfgang Tillmans                                                                  | 0:56    |  |
| 2.                         | "At Your Best (You Are Love)" | Ernie Isley Marvin Isley Chris Jasper Rudolph Isley O'Kelly Isley Jr. Ronald Isley | 5:21    |  |
| 3.                         | "Alabama"                     | Frank Ocean                                                                        | 1:25    |  |
| 4.                         | "Mine"                        | Ocean Alejandra Ghersi                                                             | 0:32    |  |
| 5.                         | "U-N-I-T-Y"                   | Ocean Steven Vidal Adam Feeney                                                     | 2:54    |  |
| 6.                         | "Ambience 001: A Certain Way" |                                                                                    | 0:11    |  |
| 7.                         | "Comme des Garçons"           | Ocean                                                                              | 0:59    |  |
| 8.                         | "Xenons"                      | Ocean Joe Thornalley                                                               | 0:31    |  |
| 9.                         | "Ambience 002: Honey Baby"    |                                                                                    | 0:09    |  |
| 10.                        | "Wither"                      | Ocean                                                                              | 2:34    |  |
| 11.                        | "Hublots"                     | Ocean Charles Njapa Garth Porter Anthony Mitchell Daryl Braithwaite                | 1:48    |  |
| 12.                        | "In Here Somewhere"           | Ocean Troy Noka Thornalley                                                         | 1:45    |  |
| 13.                        | "Slide on Me"                 | Ocean                                                                              | 3:07    |  |
| 14.                        | "Sideways"                    | Ocean                                                                              | 1:54    |  |
| 15.                        | "Florida"                     | Ocean                                                                              | 1:15    |  |
| 16.                        | "Impietas + Deathwish (ASR)"  | Ocean Noka Thornalley                                                              | 1:56    |  |
| 17.                        | "Rushes"                      | Ocean                                                                              | 3:26    |  |
| 18.                        | "Rushes To"                   | Ocean Noka Thornalley Michael Uzowuru                                              | 2:12    |  |
| 19.                        | "Higgs"                       | Ocean                                                                              | 3:39    |  |
| 20.                        | "Mitsubishi Sony"             | Ocean Thornalley                                                                   | 2:26    |  |
| 21.                        | "Device Control" (reprise)    | Tillmans                                                                           | 7:07    |  |
| Duração total:             | Duração total:                | Duração total:                                                                     | 45:55   |  |

#### Créditos de Samples
- "At Your Best (You Are Love)" é um cover da canção de mesmo nome, escrita por Ernie Isley, Marvin Isley, Chris Jasper, Rudolph Isley, O'Kelly Isley Jr. e Ronald Isley, originalmente gravada pelos Isley Brothers e posteriormente regravada por Aaliyah.
- "Hublots" contém samples de "We Ride Tonight", escrita por Garth Porter, Anthony Mitchell e Daryl Braithwaite, e originalmente interpretada pela banda Sherbet.
- "Ambience 001: A Certain Way" contém um sample de um diálogo do filme The Queen (1968), interpretado por Crystal LaBeija,[38] e da canção "I Think I Am in Love With You", escrita por Norman Whiteside e interpretada por Wee.[carece de fontes?]
- "Ambience 002: Honey Baby" contém samples de "Vapor Barato", escrita por Jards Macalé e Waly Salomão, e interpretada por Gal Costa.[39]

## Ficha técnica

### Filme
- Frank Ocean – direção
- Francis Soriano – direção de fotografia, edição
- Thomas Mastorakos – design de produção
- Wendi Morris – produção
- Rita Zebdi – figurino
- Henri Helander – assistência de figurino
- Paper Mache Monkey – departamento de arte
- TMG – construção de cenário
- Grant Lau – efeitos visuais (VFX)
- Brandon Chavez – correção de cor
- Caleb Laven – mixagem de som
- Keith Ferreira – 1º assistente de câmera (AC)
- Taj Francois – assistência de edição/DIT
- Maarten Hofmeijer – design de som
- Brent Kiser – design de som

### Álbum
| Músicos - Frank Ocean – vocais principais (1–21), piano (3, 10–11), guitarra (18), programação adicional (12, 16) - Wolfgang Tillmans – performance ("Device Control") - Jazmine Sullivan – vocais (11), vocais adicionais ("Alabama"), vocais de apoio ("Wither", "Rushes") - Sampha – vocais adicionais ("Alabama") - Rita Zebdi – vocais adicionais ("Comme des Garçons") - James Blake – sintetizadores ("At Your Best (You Are Love)") - Christophe Chassol – piano ("U-N-I-T-Y") - Kyle Combs – sintetizadores ("Device Control") - Alex G – guitarras ("U-N-I-T-Y", "Wither", "Slide on Me", "Rushes" e "Higgs") - Jonny Greenwood – orquestração de cordas ("At Your Best (You Are Love)") - Austin Hollows – guitarras ("Higgs") - Om'Mas Keith – piano ("At Your Best (You Are Love)") - Tim Knapp – sintetizadores, programação de bateria ("Device Control") - London Contemporary Orchestra – créditos orquestrais ("At Your Best (You Are Love)") - Troy Noka – programação ("Deathwish (ASR)" e "Rushes To"), programação de bateria ("Comme des Garçons" e "In Here Somewhere"), sintetizadores ("In Here Somewhere") - Nolife – programação de bateria ("Sideways"), guitarras ("Rushes To") - Ben Reed – baixo ("Comme des Garçons", "Wither", "Slide on Me" e "Rushes") - Buddy Ross – sintetizadores ("Mine", "U-N-I-T-Y", "Comme des Garçons", "Slide on Me", "Sideways" e "Rushes"), baixo ("Florida") - SebastiAn – programação, sintetizadores ("At Your Best (You Are Love)", "Rushes To" e "Higgs"), programação adicional, sintetizadores ("Slide on Me") - Nico Segal – trompete ("U-N-I-T-Y") - Rosie Slater – bateria adicional ("Device Control") - Spaceman – guitarras ("In Here Somewhere", "Deathwish (ASR)", "Rushes" e "Rushes To") - Michael Uzowuru – programação ("Rushes To") - Vegyn – programação ("Xenons", "Deathwish (ASR)", "Rushes To" e "Mitsubishi Sony"), programação de bateria ("Comme des Garçons", "In Here Somewhere", "Slide on Me" e "Sideways"), baixo ("Slide on Me") - 88-Keys – programação adicional ("Hublots") | Produtores - Frank Ocean – produção executiva, produção - Vegyn – produção - Troy Noka – produção - Michael Uzowuru – produção - Arca – produção ("Mine") - 88-Keys – produção ("Hublots") - Stwo – co-produção ("U-N-I-T-Y") - Frank Dukes – co-produção ("U-N-I-T-Y") Técnicos - Caleb Laven – engenharia de gravação - Beatríz Artola – engenharia de gravação adicional - Greg Koller – engenharia de gravação adicional - Eric Caudieux – engenharia de gravação adicional - Graeme Stewart – engenharia de orquestra ("At Your Best (You Are Love)") - Tom Elmhirst – engenharia de mixagem - Noah Goldstein – engenharia de mixagem - Joe Visciano – assistência de mixagem - Mike Dean – masterização Design - Frank Ocean – direção criativa - Thomas Mastorakos – direção criativa, fotografia - Michel Egger – design gráfico - Kevin McCaughey – design gráfico |

## Histórico de lançamento
| Região | Data                 | Formato                                                      | Edição       | Gravadora             |
| ------ | -------------------- | ------------------------------------------------------------ | ------------ | --------------------- |
| Vários | 19 de agosto, 2016   | Download digital streaming (exclusivo iTunes e Apple Music ) | Visual       | Fresh Produce Def Jam |
| Vários | 27 de novembro, 2017 | CD DVD vinil VHS (lançamento limitado)                       | Visual áudio | Boyfriend             |